# 周清和
周清和（1964年4月—），湖南常德人，汉族，中国共产党党员。中华人民共和国政治人物，第十三届全国人民代表大会湖南地区代表。現任中车株洲电力机车有限公司党委书记、董事长。

## 生平
华东交通大学畢業。2018年2月24日，当选为第十三届全国人大代表。

## 榮譽
- 2020年，獲「全国劳动模范」稱號[4]。